# Paul Stössel
Paul Theodor Ernst Stössel (* 14. März 1871 in Bromberg; † 9. März 1942 in Berlin-Pankow) war ein deutscher Politiker (SPD).

## Leben und Wirken
Nach dem Besuch der Volksschule in Bromberg, absolvierte Paul Stössel von 1886 bis 1889 eine Tapeziererlehre. Um 1890 trat Stössel in die Sozialdemokratische Partei Deutschlands (SPD) ein. Außerdem wurde er Mitglied der Gewerkschaftsbewegung.
Nach der Novemberrevolution von 1918 wurde Stössel als Gewerkschaftssekretär in den Arbeiter- und Soldatenrat von Bromberg gewählt.
Im Januar 1919 wurde Stössel in die Weimarer Nationalversammlung gewählt, in der er den Wahlkreis 8 (Posen) vertrat. Bereits einen Monat später, im Februar 1919, legte er sein Mandat zugunsten von Gertrud Lodahl nieder. Stattdessen gehörte er von 1919 bis 1921 der Verfassunggebenden Preußischen Landesversammlung an.
Georg Cleinow beschrieb Stössel 1934 als: „ein verschlagener, eingebildeter Bursche, ohne jede Skrupel. Seine Hauptsorge schien es zu sein, als ein rechtes Rauhbein zu erscheinen und das deutsche Bürgertum und Offizierskorps nach Kräften zu beschimpfen und zu terrorisieren.“